# Alternativa Naranja

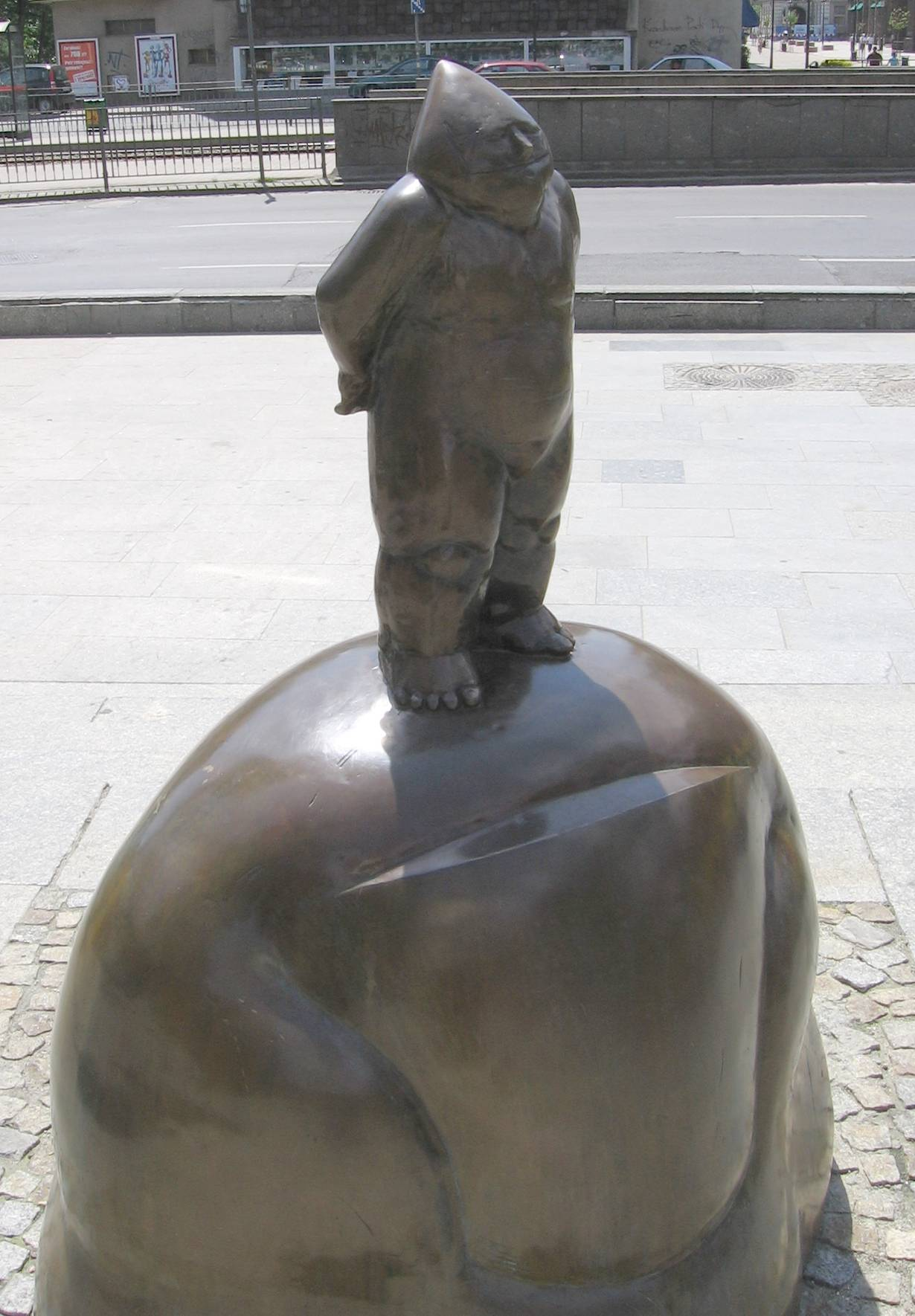

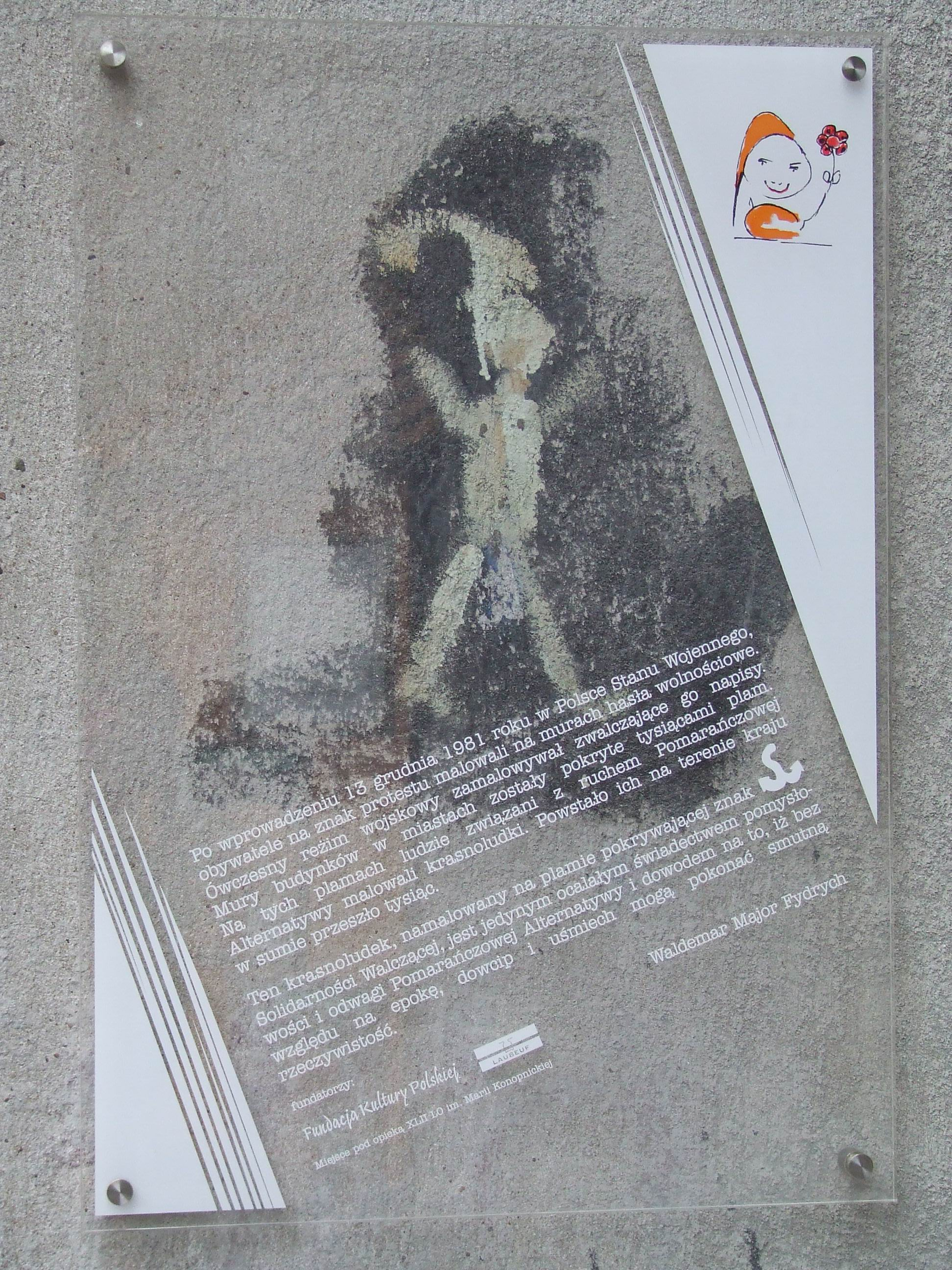
El último Enano Alternativa Naranja restante en Madalińskiego, calle de Varsovia. Originalmente pintado en la cobertura de sitio de la pintura encima del logotipo de otro grupo anticomunista Solidarność Walcząca

Alternativa Naranja (polaco: Pomarańczowa Alternatywa) es un movimiento polaco contracultural anticomunista, empezado en Breslavia (una ciudad del suroeste de Polonia) y dirigido por Waldemar Fydrych (a veces transcrito incorrectamente como Frydrych), generalmente sabido como Importante (Comandante de Festung Breslau) en los años 1980. Su propósito principal era para ofrecer a un grupo amplio de ciudadanos una manera alternativa de oposición contra el régimen autoritario mediante una protesta pacífica que utilizó elementos absurdos y sinsentido.
Por hacer esto, los miembros de Alternativa Naranja no podrían ser arrestados por la policía por oposición al régimen. La Alternativa Naranja ha sido vista tan parte del movimiento de Solidaridad más amplio. Los académicos Dennis Bos y Marjolein 't Hart afirman que fue la más eficaz de las facciones de Solidaridad.
Inicialmente  pintó un ridículo grafiti de enanos sobre sitios de pintura que cubren arriba de eslóganes del gobierno en las paredes de ciudad. Después, empezando en 1985 y continuando en 1990,  organicé una serie de más de sesenta concentraciones en varias ciudades polacas, incluyendo Wrocław, Varsovia, Łódź, Lublin, y Tomaszów Mazowiecki.
Sea el elemento más pintoresco  de oposición polaca al autoritarismo estalinista. Suspendida la actividad en 1989, pero reactivada en 2001.
La estatua de un enano, dedicada a la memoria del movimiento, está hoy en Świdnicka, calle en Wrocław, en el sitio donde ocurrieron los acontecimientos.
El movimiento Alternativa Naranja ha inspirado muchos otros movimientos similares en los países autoritarios, incluyendo Checoslovaquia[cita requerida] y Hungría. También ha inspirado e influyó el Pora y el tan-movimiento de Revolución Naranja llamado en Ucrania, que fue apoyado por Polonia.[cita requerida]

## Comienzos
Los principios de la Alternativa Naranja se sitúan en un movimiento estudiantil llamó el Movimiento para la Nueva cultura creado en 1980 en la Universidad de Breslavia. Entonces Waldemar Fydrych, uno de los fundadores del movimiento, proclama el Manifiesto Surrealista Socialista, el cual deviene el ideológico backbone detrás de una gaceta sabida como "La Alternativa Naranja".  Siete fuera del total quince asuntos de esta gaceta aparecen durante las huelgas estudiantiles organizaron en noviembre y diciembre de 1980 cuando parte de la Solidaridad upheaval. El primer número está editado conjuntamente por Waldemar Importante Fydrych y Wiesław Cupałun (un.k.Un. "Capitán") sencillamente con una idea de tener divertida. Los editores tratan la huelga y la realidad circundante como formas de Arte. Para el ensuing números, el comité de editorial está unido por Piotr Adamcio, sabido tan "Lugarteniente Pablo", Andrzej Dziewit y Zenon Zegarski, Lugarteniente "apodado Zizi Parte superior". A pesar de que su avantgarde carácter, según los organizadores de huelga estudiantiles, era una amenaza a los "objetivos más altos de la huelga", y notwithstanding intentos por el comité de huelga para censurarlo, la gaceta devenía rápidamente muy popular entre el alumnado.